# 411vm 3
411vm 3 je tretja številka 411 video revije in je izšla novembra 1993.

## Vsebina številke in glasbena podlaga
- Profiles Scott Johnston, Eric Koston
- Wheels of fortune Mike Judd, Jeron Wilson, Craig Steele, Javier Nunez, Sage Humphries, Matt Pailes, Claude Dieta Span, Tony Briseno, Joey Bast
- Industry SMA
- Metrospective Filadelfija
- Fine tuning Greg Hunt, Mike Carroll, Felix Arguelles, Jan Waage, Ron Knigge, Simon Woodstock
- Private property